# Ligue libérale
Ne doit pas être confondu avec Ligue libérale et rurale.
La ligue libérale (en luxembourgeois : Liberal Liga) est un ancien parti politique luxembourgeois qui a existé de 1904 à 1925 et qui est le prédécesseur indirect de l'actuel Parti démocratique (DP).

## Histoire
La ligue libérale est fondée en 1904, par formalisation d'une alliance idéologique qui existait déjà au sein de la chambre des députés, sous la direction du libéral classique Robert Brasseur (en). Le parti est principalement soutenue par la classe moyenne et les chefs d'entreprises. Néanmoins, en 1908, la ligue libérale et le parti socialiste, formé en 1902, ont formé une alliance en apparence improbable, appelée le bloc des gauches à Esch-sur-Alzette, dont l'objectif principal est d'assurer et d'étendre la laïcité de l'état, qu'ils considéraient comme étant attaquée par le groupe conservateur ouvertement catholique ; La sécularisation du système scolaire était la principale politique pour laquelle ils se sont battus aux élections de 1908, 1911 et 1912.
Les libéraux sont la force dominante, et leur chef, Paul Eyschen, est Premier ministre pendant seize ans. Cependant, malgré le soutien d'Eyschen au parti et le soutien législatif clair à Eyschen parmi la grande représentation du parti à la Chambre, il n'a jamais officiellement rejoint le parti, de même que ses ministres, qui auraient eu des répercussions majeures sur le parti après la mort d'Eyschen, en 1915. L'informalité de l'arrangement conduirait à l'effondrement des gouvernements libéraux de Mathias Mongenast et Victor Thorn ; le premier a été dissout par la grande-duchesse Marie-Adélaïde, tandis que le second a été évincé par une motion de censure.
Malgré ces revers, la Ligue libérale conservait encore un pouvoir considérable à la Chambre des députés jusqu'à la fin de l'occupation allemande pendant la Première Guerre mondiale. Cependant, après la guerre, une série d'amendements constitutionnels ont sapé leur base de pouvoir : plus particulièrement, l'introduction du suffrage féminin a nui aux libéraux. Les femmes étaient perçues comme penchant vers les conservateurs, minant l'avantage jusqu'ici incontesté des libéraux à Luxembourg et dans d'autres villes.
L'arrivée du suffrage universel, conjuguée à la perte de la vieille garde qui avait dominé la politique luxembourgeoise au cours des trente dernières années, a entraîné l'érosion de la base électorale du parti. Deux groupes idéologiques ont émergé : les « anciens » libéraux classiques et les « jeunes » libéraux progressistes. L'ancien camp était dirigé par Robert Brasseur, tandis que le second était dirigé par Gaston Diderich. Un député socialiste a rejoint la ligue libérale, formant un caucus « socialiste radical » au sein du parti qui était ouvertement opposé à la direction de Brasseur.
En 1925, les anciens libéraux ont été virtuellement anéantis, entraînant l'effondrement du parti et l'apparition de deux puis trois nouveaux partis sur ses cendres : le parti radical-socialiste, les Libéraux de gauche et le parti radical, ce dernier apparaît en 1928 d'une scission du parti radical-socialiste. En 1932, ces partis se réunissent à nouveau sous le nom de parti radical-libéral, qui deviendra le noyau de l'actuel Parti démocratique après la guerre.